# Kenneth McConnell
Kenneth McConnell (* 1951 in Dundee, Schottland; † 28. Januar 2006 in Tasmanien) war ein schottischer Bergsteiger und Abenteurer.
McConnell wurde durch seine Yeti-Expedition im Jahr 1996 bekannt. Er war 30 Jahre lang bei internationalen Expeditionen medizinischer Berater, führte insgesamt 30 Expeditionen in die Anden und den Himalaya und bestieg auch den Mount Everest.
McConnell starb nach einem Sturz vom Mount Wellington in Tasmanien. Er hinterließ seine Söhne Ian und Allan.